# Malá Ostrá
Malá Ostrá (polsky Mała Ostra, 1703 m n. m.) je hora v Západních Tatrách na Slovensku. Nachází se v jižní rozsoše Sivého vrchu (1805 m), od kterého je oddělena sedlem Priehyba (1650 m). Na jihu sousedí s vrcholem Ostrá (1764 m), který je oddělen sedlem Prislop (1680 m). Západní svahy Malé Ostré klesají do horní části Suché doliny, východní do Bobrovecké doliny.
Jedná se o nevýrazný vrchol porostlý nízkou kosodřevinou. Na jižní straně se nacházejí skalnaté partie. Oblast je budována usazenými horninami, hlavně vápenci a dolomity. Z vrcholu je dobrý výhled na masív Salatína.

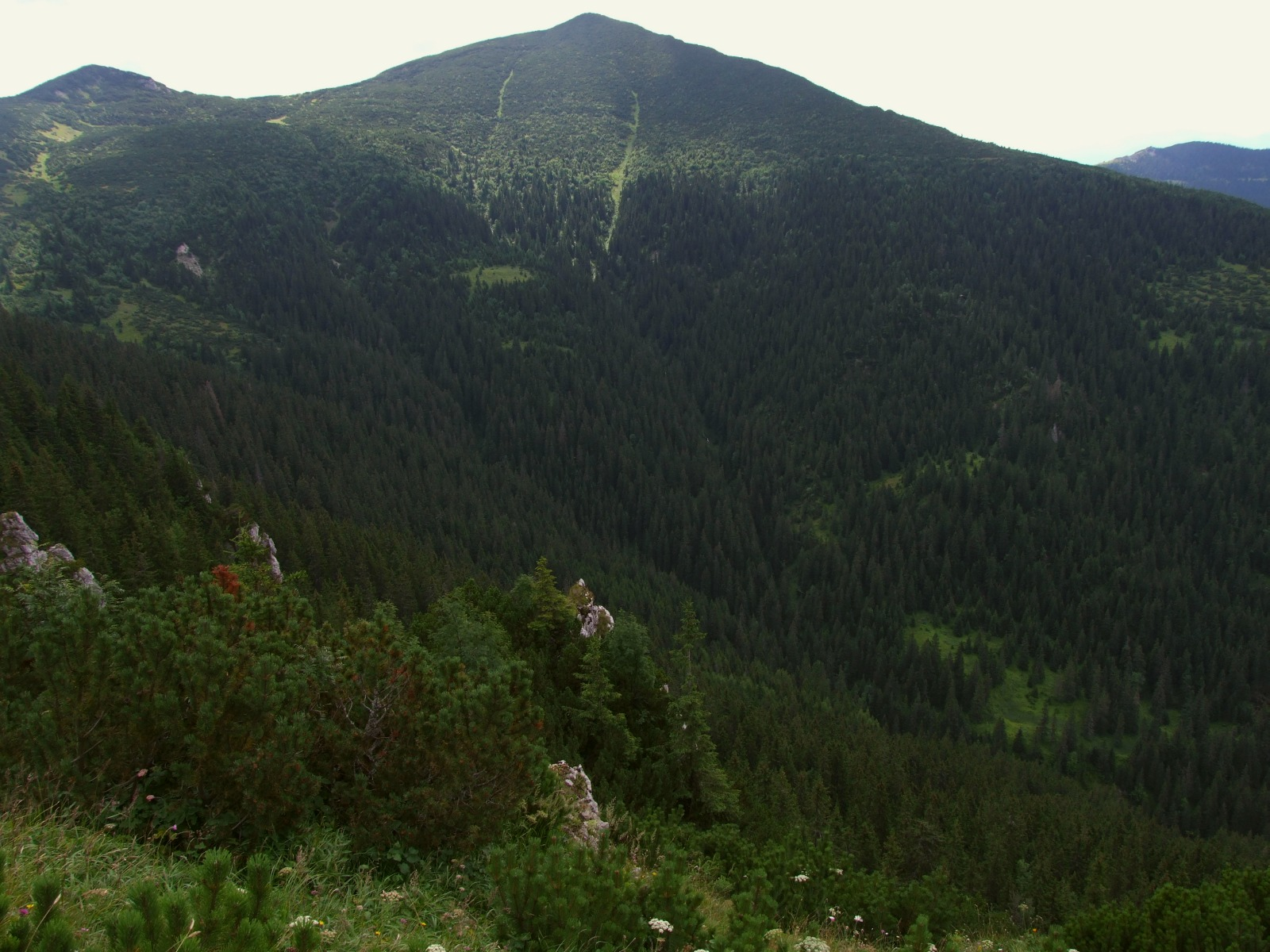
Malá Ostrá a Ostrá ze Sivé kopy

## Přístup
- po zelené  turistické značce ze Sivého vrchu
- po zelené  turistické značce ze sedla Predúvratie